# 中華民国憲法
中華民国憲法（ちゅうかみんこくけんぽう、繁: 中華民國憲法）は、中華民国の憲法である。世界で唯一五権分立を謳った憲法である。

## 構成
「中華民国憲法」は、前文および全14章175条で構成されている。
- 第1章 総則（總綱）（第1条から第6条）
- 第2章 人民の権利と義務（人民之權利與義務）（第7条から第24条）
- 第3章 国民大会（國民大會）（第25条から第34条）
- 第4章 総統（總統）（第35条から第52条）
- 第5章 行政（行政）（第53条から第61条）
- 第6章 立法（立法）（第62条から第76条）
- 第7章 司法（司法）（第77条から第82条）
- 第8章 考試（考試）（第83条から第89条）
- 第9章 監察（監察）（第90条から第106条）
- 第10章 中央と地方の権限（中央與地方之權限）（第107条から第111条）
- 第11章 地方制度（地方制度）
  - 第1節 省（省）（第112条から第120条）
  - 第2節 県（縣）（第121条から第128条）
- 第12章 選挙、罷免、創制、復決（選舉 罷免 創制 複決）（第129条から第136条）
- 第13章 基本国策（基本國策）
  - 第1節 国防（國防）（第137条から第140条）
  - 第2節 外交（外交）（第141条）
  - 第3節 国民経済（國民經濟）（第142条から第151条）
  - 第4節 社会安全（社會安全）（第152条から第157条）
  - 第5節 教育文化（教育文化）（第158条から第167条
  - 第6節 辺境地区（邊疆地區）（第168条・第169条）
- 第14章 憲法の施行及び修正（憲法之施行及修改）（第170条から第175条）

## 沿革

### 憲法制定以前の約法・訓政
1911年の辛亥革命の結果、1912年1月1日に孫文を臨時大総統とする中華民国臨時政府が成立するが、2ヶ月で袁世凱に取って代わられ、当時憲法の役割を担っていた中華民国臨時約法も改変された。袁世凱の死後（1916年）の軍閥割拠の中で、孫文は広東軍政府を結成し、大元帥に就任した。さらに中国国民党を結成して北京の軍閥政権に対抗するが、1925年3月、「建国方略」、「建国大綱」、「三民主義」、「第一次全国代表大会宣言」の遵守を遺言として客死する。1928年に蔣介石による北伐が終わり、南京に首都が置く国民政府が中国全土を治める政府になると「訓政綱領」が定められ、1931年には国民会議を開催し「中華民国訓政時期約法」が成立した。

### 中華民国憲法の制定
1936年5月5日、国民政府は「中華民国憲法草案（五五憲草）」を公布した。そこには、孫文の理論である五権分立が採用されていた。すなわち、国家権力を行政、立法、司法の三権のほかに、考試、監察を加えて五権とし、国民大会に対して責任を負うというものである。しかし、日中戦争が激化したため、憲法制定には至らなかった。 
1946年1月10日、双十協定に基づく政治協商会議（旧政協）が開催され、五権分立、基本的人権、総統制の採用などを内容とする「修憲十二原則」が示された。続く3月16日に国民党二中全会において「対修改憲草原則之決議」が採択されたが中国共産党と中国民主同盟などが反対、国民党と青年党・民社党等が参加した制憲国民大会において、12月25日に「中華民国憲法」が制定された。この「中華民国憲法」は、1947年1月1日に公布、同年12月25日に施行された。

### 「動員戡乱時期臨時条款」の公布と戒厳令の施行
憲法は制定されたが、中国大陸においては、共産党と国民党の主導権争いが内戦に発展し、国民党は共産党勢力の制圧を目指して軍事活動を展開した。しかし、憲法を基本法としていたのでは共産党勢力の制圧が不十分であるとして、平時の国家秩序である憲法を修正して戦時体制をとる必要があるとされた。
1948年5月10日、中華民国憲法の付属条項として、動員戡乱時期臨時条款が公布された。2年間を限度として、事実上憲法の諸制度を停止するというものである。ここで、「動員」とは国家総動員のことであり、「戡」（かん）とは、「うちかつ」の意味であり、「戡乱」（かんらん）とは「乱にうちかつ」、すなわち反共産主義のことである。この主要な内容は、動員戡乱時においては、総統は国家や人民が緊急の危難に遭遇することを避けるため、または財政経済上の重大な変動に対応するために、憲法上必要とされる手続きに拘束されることなく行政院の決議を経て緊急処分をなすことができるというものである。
しかし、中国大陸での戦線が共産党の優位に進展し、1949年1月23日に北平（北京）が共産党軍の手に落ちると、中華民国政府の台湾撤退は焦眉の急となり、同年5月19日、台湾省全土に「戒厳令」を布告した。この「戒厳令」は1950年3月14日に立法院の追認を受け、合法化されていった。中国大陸では、北平に続いて南京放棄、上海陥落と中華民国国軍の敗退は決定的となり、中華民国政府は、1949年7月24日、厦門から台湾省台北に逃れた。この中華民国政府の移駐に伴い、中華民国の法体制が台湾に持ち込まれ、日本統治時代の法体制をほぼ完全に取り換えた。従って、この憲法の制定過程において、台湾の住民は全く関与しなかった。
1949年12月7日、中華民国政府は台北を臨時首都に定めたことを宣言し、翌1950年3月1日、蔣介石が総統に復帰し、台湾統治の頂点に君臨するようになった。蔣介石は大陸から軍を率いてきただけでなく、中華民国が大陸に存在していた時に作り上げた法体系を台湾に持ち込んだ。すなわち、制定されたが事実上効力を停止されている「中華民国憲法」と、その効力を停止するに至った「動員戡乱時期臨時条款」である。ここに日本撤退後の台湾では、「戒厳令」と「動員戡乱時期臨時条款」という二重の担保を手にした蔣介石の独占的権力支配が正統化されていったのである。「動員戡乱時期臨時条款」は、制定時には2年間という時限が定められていたが、2年が経過した1950年に自動的に延長された。
なお、蔣介石は1966年に憲法改正の是非を問う臨時国民大会を召集したものの、『大陸奪還前に憲法改正は行わない』という決議が採択されたため、この時提案されていた改憲案の採択は見送られた。

### 戒厳令解除・「動員戡乱時期臨時条款」の廃止と憲法修正
38年間継続していた戒厳令は蔣経国政権下の1987年7月15日に解除され、戒厳令解除後の1989年12月に立法委員の増加定員選挙、県長、市長、台湾省議会議員選挙、台北市・高雄市議会議員選挙が一斉に行われた。この選挙で結果的に国民党は圧勝したものの得票数は58%に止まり、一方で本格野党として初めて選挙戦を戦った民進党は6県1市で首長の座を獲得し、立法院においても21議席を獲得して法案提出資格を得た。民意が国民党の独裁に反対し、民主化を求めていることが明瞭になった。
こうした一連の動きの中で1991年4月に第一期国民大会第二次臨時会議が召集され、「動員戡乱時期臨時条款」の廃止と「中華民国憲法増修条文」の制定を議決し、4月30日に李登輝総統は「動員戡乱時期臨時条款」の廃止を宣言し、翌5月1日より廃止した。また、動員戡乱時期臨時条款に代わって制定された「中華民国憲法増修条文」10か条が公布・施行された。この憲法修正は、「一機関両段階」と呼ばれる方式によって行われた。憲法修正手続きを定めた憲法第174条には、国民大会代表の5分の1以上の提案を受け、3分の2が出席し、出席者の4分の3の決議がある場合、又は立法院の提案を受け国民大会が承認した場合に修正できることになっている。しかし当時の国民大会代表は、大陸統治時代に選出されたまま40年間改選されていない万年議員であり、台湾地区を対象とする民意代表機関とはいえない。そこで第一段階として手続き面での改正を行い、その後第二段階として国民大会代表について民意を代表する機関に改めたうえで実質的な修正を行う必要があった。
1991年4月の憲法修正後、12月には国民大会代表選挙が行われ、民意を代表する形が整えられた。そして1992年5月27日に実質的憲法修正を終え、第2段階に当たる憲法増修条文第11条から第18条がまとめられ、国民大会の手続きを経て、1994年8月1日に公布された。国民大会の地位、総統の職権と選挙方法、司法院、考試院、監察院、地方自治など、両岸を支配していることを前提とする憲法を台湾地区のみ支配しているという実態に適応させる修正であるが、憲法の条文そのものを改正したのではない。憲法の既存の規定の適用を停止して、修正条文の適用を優先させた。
以下は、中華民国憲法増修条文の改正の歴史についての一覧である。
| 改正 次数 | 年度   | 内容 |
| --------- | ------ | --- |
| 第1次     | 1991年 | 「動員戡乱時期臨時条款」の廃止。人権条項の実効性の確保。総統の緊急命令権を規定するなど総統権限を強化。 |
| 第2次     | 1992年 | 司法院、考試院、監察院の規定を整備。民選による台湾省長を置くことを規定。 |
| 第3次     | 1994年 | 総統直接選挙制の導入。総統の人事任命権に対する行政院長の副署制度の廃止。 |
| 第4次     | 1997年 | 総統の行政院長任命権の整備。立法院解散権の整備。中小企業支援条項の整備。台湾省の虚省化（台湾省の範囲は、中華民国全体の支配地域と実質的に重複しており、省としては形骸化していたため、地方自治体としての権限を剥奪した） |
| 第5次     | 1999年 | 国大代表の任期延長を図った。（ただし、この改正については2000年3月に司法院大法官会議が採決手続きの不備を理由に無効と宣言した。）                                                                                        |
| 第6次     | 2000年 | 司法権の独立規定を導入 |
| 第7次     | 2005年 | 総統、副総統の弾劾手続。憲法改正の際の国民投票手続きの導入。立法委員の定数、任期、選出方法の変更。国民大会の廃止。 |

これらの改正により「台湾式半大統領制」と言われる統治体制が確立されるとともに、中華民国憲法の実質的台湾化が図られたとも言える。

## 中華民国憲法の特色

現行憲法による政府機構図

第1条で国体を三民主義に基づく民主共和国と定め、第2条で主権は国民全体にあると定める。第2章では人民の権利義務を定め、第3章から第12章で、国家機構および選挙などについて定める。全国国民を代表して「政権」を行使するのが国民大会であり、総統・副総統の選挙・罷免や憲法改正などを担う（第25条・第27条）。そのもとに、元首として規定されている「総統」（第35条）、および行政権を担う「行政院」、立法権を担う「立法院」、司法権を担う「司法院」、公務員や専門家の資格についての試験や任用を担う「考試院」、監察を行う「監察院」という五権を担う「五院」が置かれている。国民大会が置かれていた点では典型的な権力分立ではなかったが、国民大会の権限は限られていたので、基本的には権力分立型の憲法といえる。権力分立、国民主権、男女平等を含む人権規定等から見れば、20世紀型の憲法ということができる。

## 統治機構の各制度

### 立法制度
本「中華民国憲法」下において、立法権は中央政府の立法院と地方の議会にそれぞれ垂直分立されている。中央政府の立法院は、人民を代表して立法権を行使し、憲法改正案や領土変更案の審議権と提出権、緊急命令の追認権、首長任命の同意権、総統や副総統の罷免案や弾劾案の提出権、行政院長に対する不信任案の提出権、および法律案、予算案、戒厳案、赦免案、宣戦案、講和案、条約案ならびにその他の重要事項を議決する権限を持っている。

### 司法制度
中央政府の司法院は、台湾の最高司法機関であり、民事訴訟、刑事訴訟ならびに行政訴訟の審判および公務員懲戒の審理を司どり、かつ憲法解釈と法令の統一解釈の権限をもち、また憲法法廷を組織し総統や副総統の弾劾案および違憲政党の解散案を審理する。